# Béla Oláh
Béla Oláh (ur. 27 marca 1956 w Nyírvasvári) – węgierski sztangista, dwukrotny olimpijczyk (1980, 1988), pięciokrotny brązowy medalista mistrzostw Europy (1977–1979, 1981, 1988) w podnoszeniu ciężarów. Startował w wadze muszej (do 52 kg).

## Osiągnięcia

### Letnie igrzyska olimpijskie
- Moskwa 1980 – 4. miejsce (waga musza)
- Seul 1988 – 7. miejsce (waga musza)

### Mistrzostwa świata
- Stuttgart 1977 – 5. miejsce (waga musza)
- Gettysburg 1978 – 6. miejsce (waga musza)
- Moskwa 1980 – 4. miejsce (waga musza) – mistrzostwa rozegrano w ramach zawodów olimpijskich

## Mistrzostwa Europy
- Stuttgart 1977 –  brązowy medal (waga musza)
- Hawierzów 1978 –  brązowy medal (waga musza)
- Warna 1979 –  brązowy medal (waga musza)
- Lille 1981 –  brązowy medal (waga musza)
- Cardiff 1988 –  brązowy medal (waga musza)